# Pandanus variabilis
Pandanus variabilis är en enhjärtbladig växtart som beskrevs av Ugolino Martelli. Pandanus variabilis ingår i släktet Pandanus och familjen Pandanaceae.
Artens utbredningsområde är Madagaskar. Inga underarter finns listade.